# A Casa Amarela (álbum)
A Casa Amarela é um álbum de estúdio dos cantores Ivete Sangalo e Saulo Fernandes (líder da Banda Eva na época). É o 1º álbum infantil de Ivete, que junto com Saulo, escreveu todas as músicas. Foi indicado ao Grammy 2009 na categoria: Melhor Álbum Infantil. Foi lançado um EP em versão digital, na Deezer, intitulado A Casa Amarela: Singles, com três faixas.

## Lista de faixas
| N.º | Título              | Compositor(es)                             | Duração |  |
| 1.  | "Bicho"             | Ivete Sangalo Saulo Fernandes              | 3:14    |  |
| 2.  | "Fantasia"          | Sangalo Fernandes                          | 2:27    |  |
| 3.  | "Frufru"            | Sangalo Fernandes                          | 3:34    |  |
| 4.  | "A Casa Amarela"    | Fernandes Magary Lord Leonardo Reis Dugege | 3:04    |  |
| 5.  | "Mundo de Lela"     | Fernandes                                  | 3:49    |  |
| 6.  | "Sensacional"       | Sangalo Fernandes                          | 3:01    |  |
| 7.  | "É Bom Viajar"      | Sangalo Gigi                               | 3:04    |  |
| 8.  | "Funk do Xixi"      | Sangalo                                    | 2:54    |  |
| 9.  | "Maria Flor"        | Fernandes                                  | 2:06    |  |
| 10. | "Sono" (part. Xuxa) | Sangalo Fernandes                          | 1:16    |  |
| 11. | "Enfim Vencer"      | Fernandes                                  | 2:26    |  |